# 橋詰町 (名古屋市)
橋詰町（はしづめちょう）は、名古屋市西区の地名。

## 歴史

### 町名の由来
江川に架かる橋詰橋の東側に位置していたことによるという。

### 沿革
- 1878年（明治11年）12月28日 - 愛知郡広井村の一部により、橋詰町のほか押屋敷町の全域・裏塩町の一部を併せ、名古屋区橋詰町となる[2]。
- 1889年（明治22年）10月1日 - 名古屋市成立に伴い、同市橋詰町となる[2]。
- 1908年（明治41年）4月1日 - 西区成立に伴い、同区橋詰町となる[2]。
- 1978年（昭和53年）10月15日 - 那古野一丁目および同二丁目にそれぞれ編入され消滅[2]。